# Сантуччи, Винченцо
Винченцо Сантуччи (итал. Vincenzo Santucci; 18 февраля 1796, Горга, Папская область — 19 августа 1861, Рокка-ди-Папа, Папская область) — итальянский куриальный кардинал. Субститут государственного секретариата Святого Престола и секретарь шифра с 26 февраля 1844 по 24 июля 1847. Субститут, ad interim, первой секции государственного секретариата Святого Престола с 24 июля 1847 по 11 июля 1850. Секретарь Священной Конгрегации по чрезвычайным церковным делам с 11 июля 1850 по 7 марта 1853. Префект Священной Конгрегации образования с 14 ноября 1856 по 19 августа 1861. Кардинал-священник с 7 марта 1853, с титулом церкви Санти-Вито-Модесто-э-Крешенция с 10 марта 1853 по 23 июня 1854. Кардинал-священник с титулом церкви Санта-Мария-ад-Мартирес с 23 июня 1854 по 19 августа 1861.